# Lake (hrabstwo Price)
Lake – miasto w Stanach Zjednoczonych, w stanie Wisconsin, w hrabstwie Price.